# Kevork Malikyan
Kevork Malikyan est un acteur britanico-arménien né le 2 juin 1943 à Diyarbakır en Turquie.

## Filmographie

### Cinéma
- 1970 : La Seconde Mort d'Harold Pelham : Luigi
- 1978 : Midnight Express : le procureur
- 1981 : Sphinx : l'homme à la cloche
- 1983 : Meurtres à Malte : un arabe
- 1986 : Escort Girl : le premier diplomate
- 1988 : L'Île de Pascali : Mardosian
- 1989 : Indiana Jones et la Dernière Croisade : Kazim
- 1995 : Paparazzo : Mackenzie
- 1998 : The Commissioner : le commissaire priseur grec
- 2002 : Bella Bettien : Demetrio Altafini
- 2003 : Un aller pour l'enfer : Fernand Zadir
- 2004 : Le Vol du Phœnix : Rady
- 2006 : Renaissance : Nusrat Farfella
- 2012 : Taken 2 : Inspecteur Durmaz
- 2013 : Yozgat Blues : Sadettin Usta
- 2013 : Singing Women : Mesut
- 2014 : The Cut : Hagob Nakashian
- 2014 : Exodus: Gods and Kings : Jethro
- 2015 : Niyazi Gül Dörtnala : Süleyman
- 2016 : La Promesse : Vartan Boghosian
- 2017 : Ay Lav Yu Tuu : Nedim

### Télévision
- 1968 : The Portrait of a Lady : un serviteur (1 épisode)
- 1968 : Doctor Who : Kemel Rudkin (2 épisodes)
- 1968 : Détectives : Garcia (1 épisode)
- 1968 : Le Saint : Hima Dri (1 épisode)
- 1969 : Chapeau melon et bottes de cuir : Rossi (1 épisode)
- 1972 : Jason King : Kemal (1 épisode)
- 1972 : In for a Penny : Ali (6 épisodes)
- 1972 : Adam Smith : Homi (1 épisode)
- 1972 : New Scotland Yard (en) : Joe Angelopoulos (1 épisode)
- 1972 - 1977 : The Onedin Line : Sonay et le porte-parole d'Hadji Ahmet (2 épisodes)
- 1973 : Little Big Time : plusieurs personnages (13 épisodes)
- 1977 - 1979 : Mind Your Langage : Maximilian Papandrious (29 épisodes)
- 1978-1979 : Les Professionnels : Sniper et Hanish (2 épisodes)
- 1984 : The First Olympics: Athens 1896 : M. Persakis
- 1984 : Les deux font la paire : Ortiz (1 épisode)
- 1985 : The Corsican Brothers (en) : Orlandi (1 épisode)
- 1991 : Les Nouvelles Aventures de Zorro : Picotin
- 1991-1993 : The Bill : Kemal (2 épisodes)
- 1992 : Hercule Poirot : Amberiotis (1 épisode)
- 1992 : Van der Valk : le Colombien (1 épisode)
- 1993 : The Good Guys : Janosci (1 épisode)
- 1993 : Les Aventures du jeune Indiana Jones : l'agent arménien (1 épisode)
- 1994 : Birds of a Feather (en) : M. Kouniakis (1 épisode)
- 1995 : The Final Cut : Nures (2 épisodes)
- 2000 : Au commencement... : le gouverneur de la prison (2 épisodes)
- 2002 : MI-5 : Ozan Oscar (1 épisode)
- 2002 : Judge John Deed : Idries Shahatra (1 épisode)
- 2003 : Casualty : Hussen (1 épisode)
- 2008 - 2017 : Affaires non classées : Varkey Khoury et Hasan Kundak (4 épisodes)
- 2013 : Strike Back : Al-Zuhari (2 épisodes)
- 2017 - 2018 : Payitaht: Abdülhamid : Alexander Parvus

### Jeux vidéo
- 1996 : Privateer 2: The Darkening : Dimitri Avignoni
- 2010 : Blood Stone 007 : voix additionnelles